# كلية أونتاريو البيطرية
كلية أونتاريو البيطرية (بالإنجليزية: Ontario Veterinary College)‏ هي أقدم مدرسة بيطرية في كندا وتقع في حرم جامعة غويلف بغيلف، أونتاريو وهي واحدة من خمس مدارس بيطرية تقدم دكتوراه في الطب البيطري (DVM) في كندا، تم تصنيفها في المرتبة الأولى في كندا والرابعة في العالم للطب البيطري حسب تصنيف QS لجامعات العالم لسنة 2015.